# Folk Blues Inc.
Folk Blues Inc. var en musikgrupp från Göteborg som spelade countryblues.
Gruppen bestod av medlemmarna Patrik Gyllenberg (gitarr, sång), Håkan Sjöström (munspel, sång) och Gregory Johnson-King (gitarr, sång), den sistnämnde även känd från gruppen Stenblomma. På det 1972 utgivna albumet Corn Street (Pep PLP10003) medverkade även Bo Winberg samt Thomas Ellerås (även medlem i Knutna nävar) och Johan Dielemans (bland annat även medlem i Myglarna).